# جیانا ترزی
جیانا ترزی (به انگلیسی: Gianna Terzi) (زاده ۱ دسامبر ۱۹۸۰) خواننده، ترانه سرا یونانی است.
او در یوروویژن ۲۰۱۸ نماینده یونان بود.